# 推し着物
『推し着物』（おしきもの）は、岡野く仔による日本の漫画作品。めちゃコミックと竹書房が共同運営するレーベル「BC DEEP」の作品として2021年11月4日から2022年6月4日まで『めちゃコミック』にて連載された。その後2024年4月26日からは『ストーリアダッシュ』（竹書房）にて連載を開始し、単行本収録以後の新規話数も公開されている。
さまざまな「推し」を持つ人々と着物に関するストーリー。電車でよく見かける着物姿の男性を推しにした主人公が、長年の夢だった着物ライフをスタートさせる姿を描いた作品。

## 登場人物
大島かの子
主人公。OL。子供の頃に着物姿を友達に笑われてから、着なくなったが推しの男性の影響で再び着物ライフを楽しむようになる。

## 書誌情報
- 岡野く仔『推し着物』竹書房〈バンブーコミックス〉、既刊2巻（2025年3月17日現在）
  1. 2022年11月15日発売[6][7]、ISBN 978-4-8019-3336-1
  2. 2025年3月17日発売[8]、ISBN 978-4-8019-4381-0